# Phyllomacromia amicorum
Phyllomacromia amicorum – gatunek ważki z rodziny Macromiidae.